# École supérieure des arts et techniques
 (mai 2023).
Si vous disposez d'ouvrages ou d'articles de référence ou si vous connaissez des sites web de qualité traitant du thème abordé ici, merci de compléter l'article en donnant les références utiles à sa vérifiabilité et en les liant à la section « Notes et références ».
L’école supérieure des arts et techniques (ESAT) est une école privée parisienne spécialisée en architecture intérieure et design d'espace qui enseigne les différentes disciplines propres aux métiers de l'architecture intérieure, du décor de cinéma et de théâtre, et de la scénographie d'exposition.

## Histoire
Elle est fondée en 1979[réf. souhaitée].

## Description
Elle prépare aux concours d'autres écoles (Beaux-Arts, École nationale supérieure des arts décoratifs, École nationale supérieure de création industrielle…) en France et à l'étranger.
En classe préparatoire, enseignement du volume, du dessin, et de nombreuses techniques.
En années supérieures, enseignement de l'architecture intérieure, de la scénographie d'exposition, de la scénographie de théâtre et du décor de cinéma.
L'école est implantée dans les locaux du théâtre de l'Européen.